# Ionuț Șerban
Ionuț Daniel Șerban (Băicoi, 7 agosto 1995) è un calciatore rumeno, centrocampista del Blejoi Vispeşti.

## Palmarès

### Club

#### Competizioni nazionali
- Cupa Ligii: 1

Dinamo Bucarest: 2016-2017